# مرکز تجارت جهانی یک
مرکز تجارت جهانی یک (به انگلیسی: One World Trade Center) که به صورت ساده به آن ( ۱ WTC یا ۱ World Trade Center) هم گفته می‌شود و در ابتدای کار به آن برج آزادی (Freedom Tower) گفته می‌شد و هنوز نیز در محاوره به این نام خوانده می‌شود، ساختمان اصلی مجموعه جدید مرکز تجارت جهانی در جنوب منهتن در نیویورک در ایالات متحده آمریکا است. این برج که در شمال‌غربی محل مرکز تجارت جهانی قرار دارد به وسیله خیابان‌های وسی، وست، واشینگتن و فالتن محدود شده‌است. ساخت این آسمان‌خراش از ۲۷ آوریل ۲۰۰۶ آغاز و در ۳ نوامبر ۲۰۱۴ افتتاح شد.
هزینه ساخت این آسمانخراش ۱۰۴ طبقه، ۳٫۸ میلیارد دلار برآورد شده‌است و ساخت آن ۸ سال به طول انجامیده است. این ساختمان با ارتفاع ۵۴۱.۳۲ متر و ۱۰۵ طبقه، بلندترین آسمان‌خراش در ایالات متحده آمریکا است و در میان بلندترین برج‌های جهان قرار دارد. طراح معمار این برج ارتفاع آن را ۱۷۷۶ پا که دقیقا عدد سالی که اعلامیه استقلال ایالات متحده آمریکا به امضا رسید، انتخاب کرد.

مقایسه ارتفاع بلندترین برج‌های آمریکا

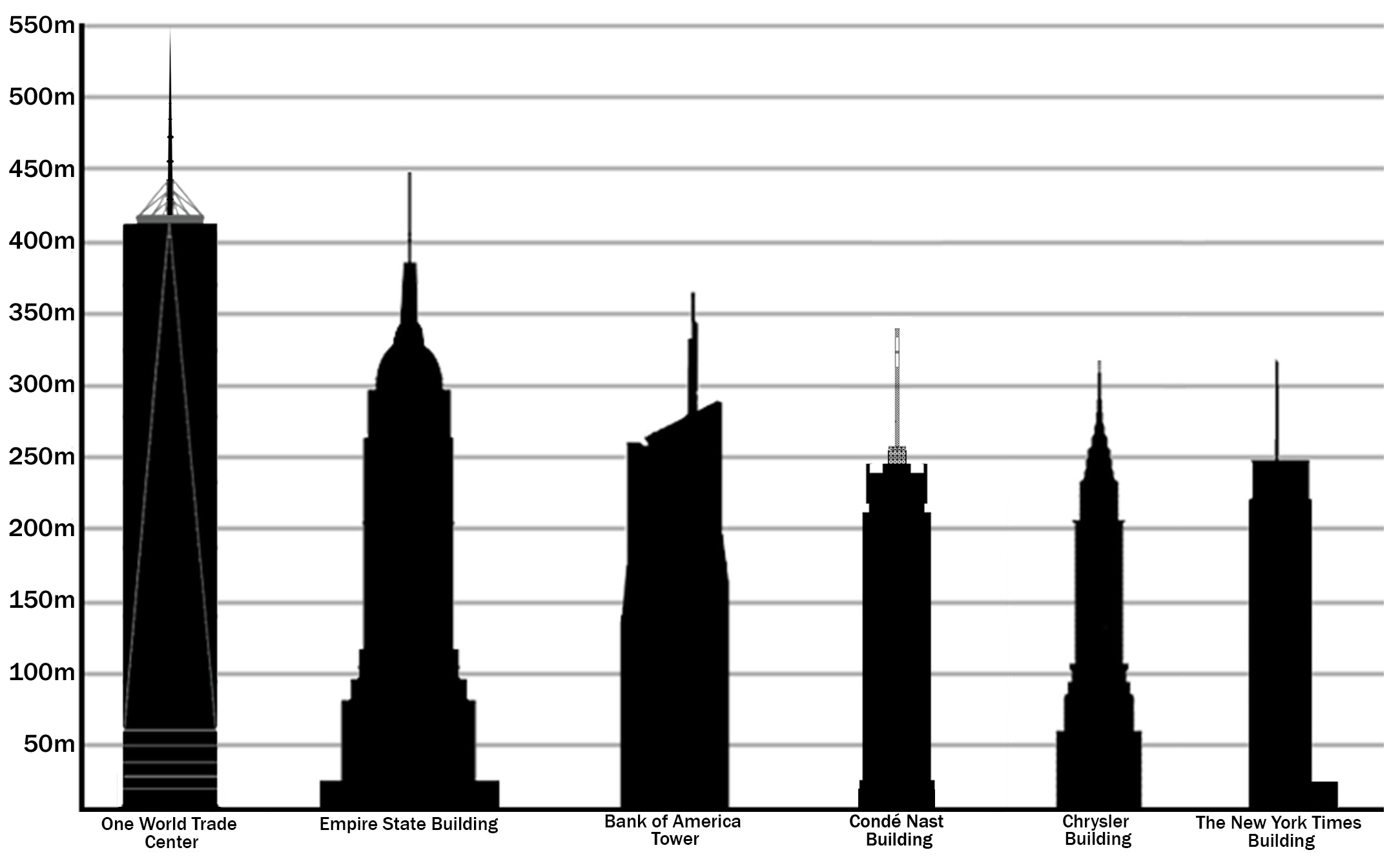
مقایسه ارتفاع بلندترین برج‌های نیویورک

## طراح
دانیال لیبسکند در رقابتی که برای گسترش طرح اصلی ساختِ دوباره مرکز تجارت جهانی در سال ۲۰۰۲ برگزار شد، پیروز شد.
او در پروپوزال اولیه‌اش، طرح باغ‌های هوایی به‌همراه آسیاب‌بادی را برای این ساختمان در نظر گرفته‌ بود.

## نگارخانه

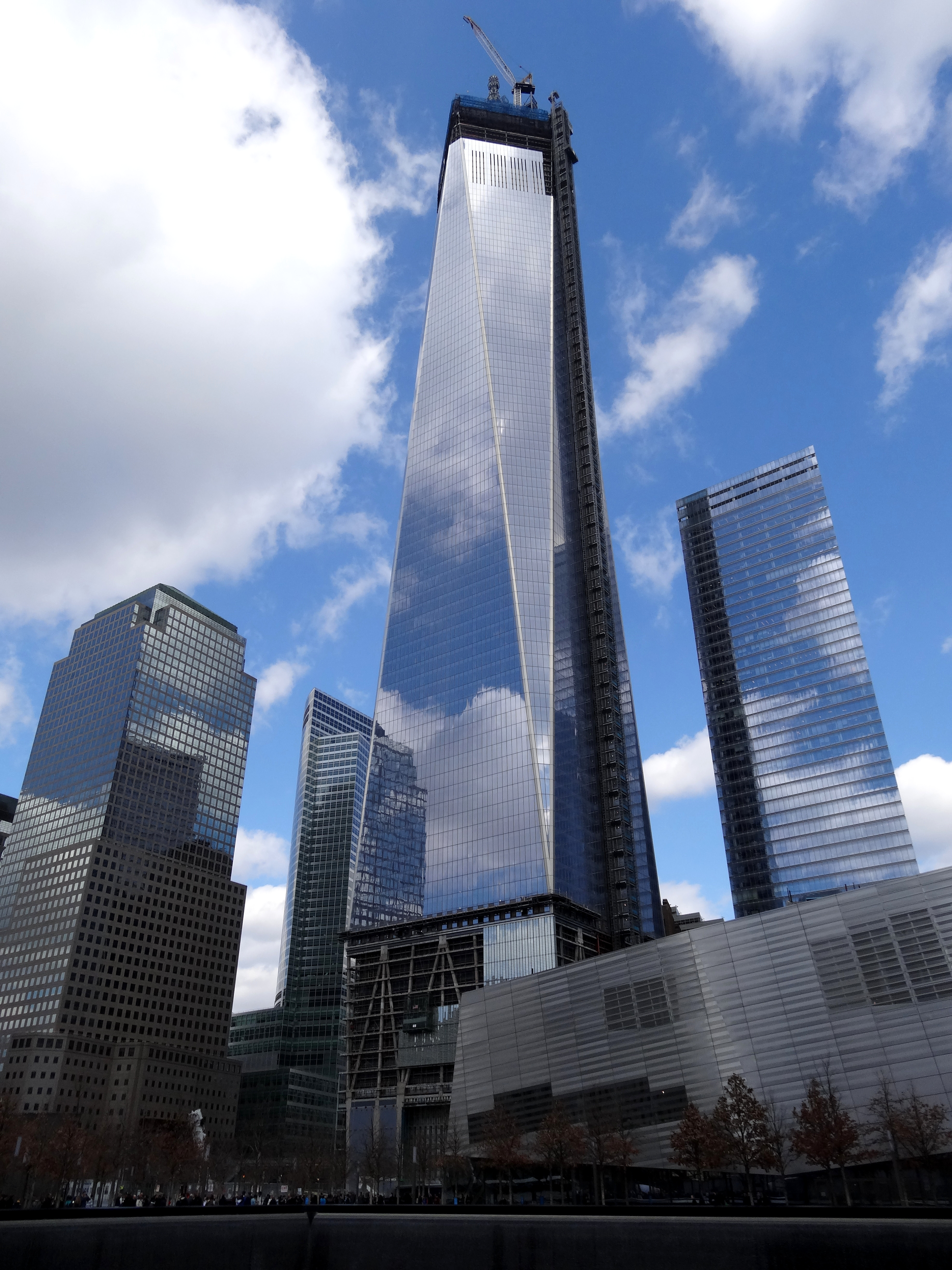
تصویری از ساخت و ساز برج در ۱۳ مارس ۲۰۱۳
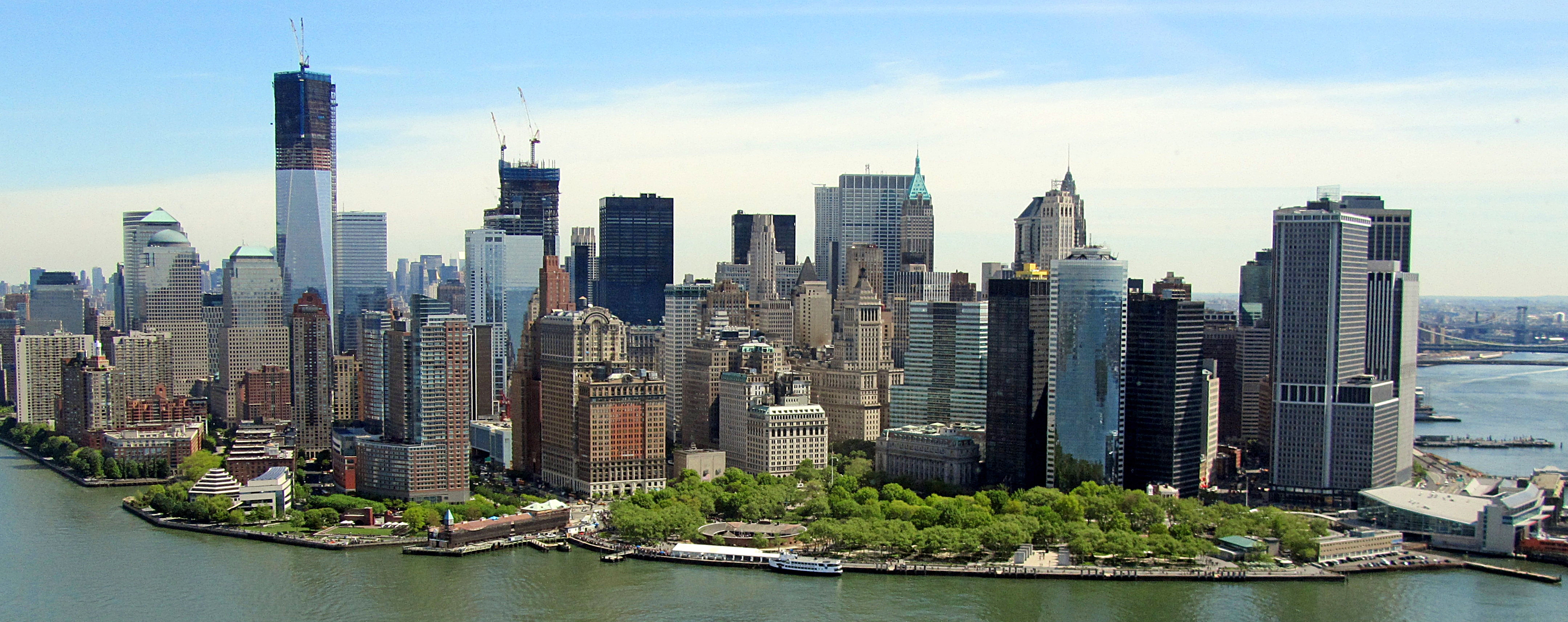
تصویری از منهتن جنوبی و مشاهده ساخت مرکز تجارت جهانی در ۳۰ آوریل ۲۰۱۲
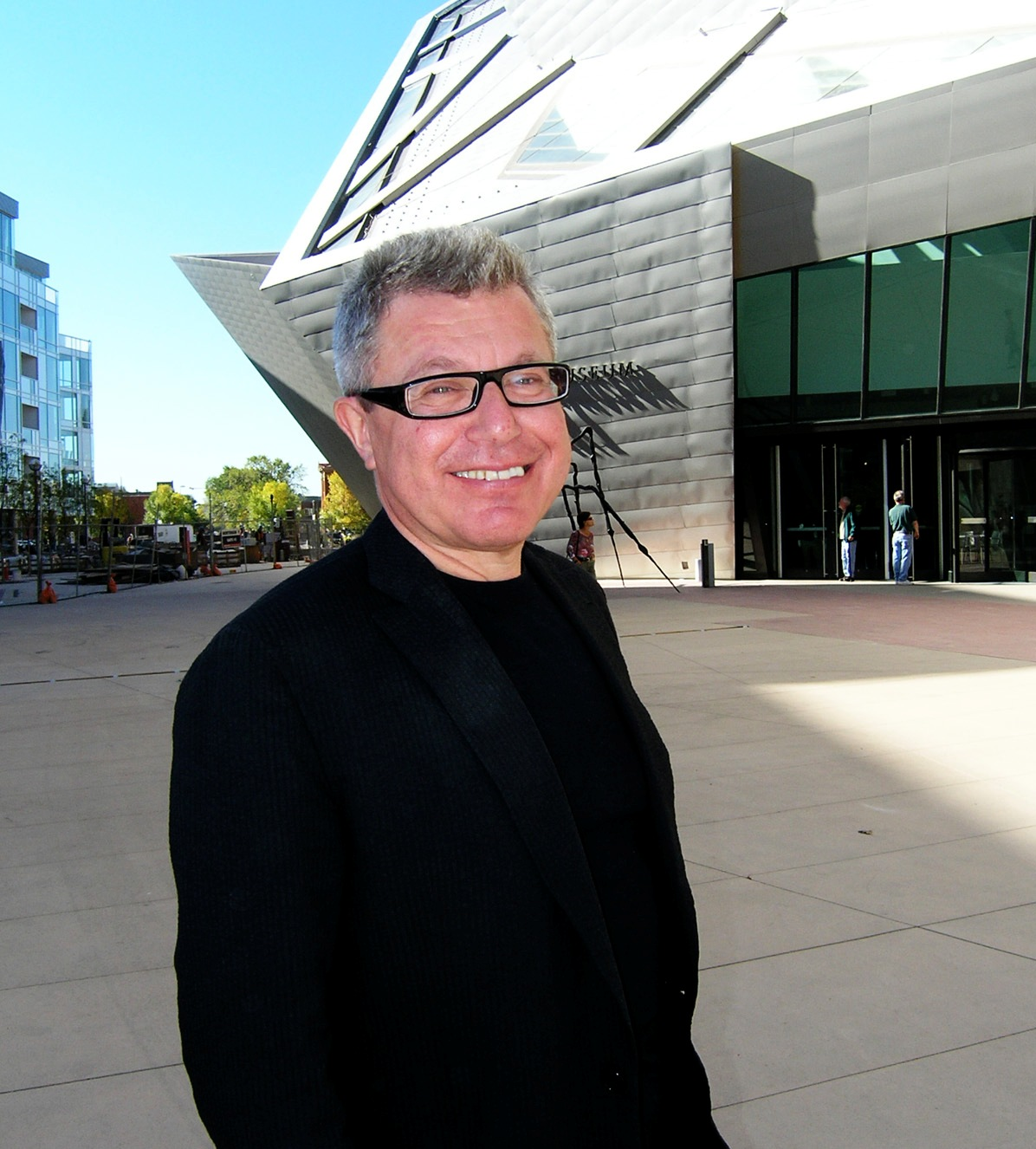
دنیل لیبسکند